# Francisco Ernandi Lima da Silva
Francisco Ernani Lima da Silva (Chaval, 2 juli 1959), vooral bekend onder zijn alias Mirandinha, is een voormalig Braziliaans voetballer en trainer.

## Biografie
Mirandinha speelde bij verschillende clubs alvorens hij in 1987 naar het Engelse Newcastle ging en zo de eerste Braziliaan in de Britse competitie werd. Na twee jaar keerde hij terug naar Brazilië om voor Palmeiras te spelen. In 1991 ging hij even naar het Portugese Belelenses, maar speelde daar slechts drie wedstrijden.
Mirandinha debuteerde in 1987 in het Braziliaans nationaal elftal en speelde 4 interlands, waarin hij 1 keer scoorde, tegen Engeland.
Na zijn spelerscarrière werd hij trainer.